# Смоленський державний медичний університет
Смоленський державний медичний університет — освітній заклад, розташований у Смоленську. Заснований у 1920 році. Університет включає 8 факультетів, 65 кафедр і центр довишівського навчання.
Раніше відомий як:
- Смоленський медичний університет (СмолМУ) з 1920 по 1924 рік
- Смоленський державний медичний інститут (СмолДМІ) з 1924 по 1994 рік
- Смоленська державна медична академія (СмолДМА) з 1994 по 2015 рік

## Історія
Проблема нестачі лікарів загострилася у зв'язку з Першою світовою і громадянською війною, наслідками революційних подій 1917 р. На початку 1920 р., коли громадянська війна наближалася до кінця, від 30 до 80 % медичного персоналу загинуло лише на Східному фронті. Крім того, із понад 10 тисяч лікарів військової санітарної служби понад 4 тисячі хворіли на тиф, з них понад 800 померли.
Ситуація в Смоленській губернії з 1914 по 1920 рр. залишалася надзвичайно складною. Крім проблем з продовольством, паливом і транспортом, велику загрозу становили епідемії висипного і черевного тифу, сифілісу та інших інфекційних захворювань. Загострилася проблема нестачі медичних кадрів. З осені 1917 р. спочатку на громадських засадах, а потім у зв'язку з прийняттям у жовтні 1918 р. декрету про загальну військову службу більшовики розпочали масову мобілізацію населення до Червоної Армії. Чотири таких мобілізації протягом 1918—1920 років призвели до того, що заклади охорони здоров'я залишилися практично без лікарів.
Протягом усього 1919 р. тривала підготовча робота з відкриття лише медичного факультету, пошук викладацького складу для нього.

### Створення Інституту

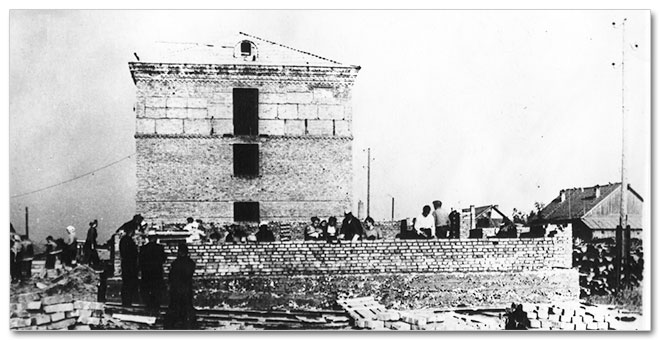
Будівництво нового навчального корпусу (ННК / Навчальний Корпус 1)

- 4 квітня 1920 року Наркомат охорони здоров'я РРФСР ухвалив рішення організувати медичний факультет у складі Смоленського державного університету.
- 8 серпня 1924 року постановою Раднаркому медичний факультет СмолДУ було включено до мережі ВНЗ країни. У грудні того ж року його було переведено на державне фінансування і стало Смоленським Державним Медичним Інститутом.

Перші роки діяльності СмолДМІ пройшли в умовах значних змін у системі охорони здоров'я країни. Низка постанов уряду, спрямованих на покращення медичної допомоги населенню, профілювання вищої медичної освіти, скорочення тривалості навчання, привели до суттєвої зміни системи підготовки лікарів, що склалася в країні. Перехід на чотирирічну освіту спричинив ліквідацію та об'єднання низки кафедр, зміну навчальних планів, методів навчання та форм контролю знань. Незабаром «перегини» в цьому процесі були піддані критиці, і до середини 30-х років XX ст. медичні ВНЗ повернулися до п'ятирічного терміну навчання. У цей період особлива увага приділялася набору студентів за соціальним складом. Важлива роль як і раніше належала робітничому факультету, який відкривав свої філії в районах області.
У 1932—1933 рр. в СмолДМІ було організовано два нових факультети: санітарно-профілактичний і факультет материнства і дитинства. Значно зросла кількість студентів. Тоді на всіх курсах навчалося понад 900 осіб, на робочому факультеті — 440, на заочному — 100 осіб. СмолДМІ забезпечив роботу великого наукового центру — Західного регіонального науково-дослідного інституту. Головним досягненням стала діяльність зі створення матеріально-технічної бази. У 1933 році інституту було передано будівлю облвиконкому по вул. Глінки в м. Смоленську (колишній будинок дворянського зібрання). У 1934 році збудовано триповерховий хіміко-фізичний корпус, амбулаторію ЛОР-хвороб (нині — лікарня обласного онкологічного диспансеру). У 1935 році хірургічні клініки переїхали в новий корпус хірургічного корпусу на території Другої міської лікарні, почалося будівництво великого навчального корпусу та гуртожитку по вул. Крупської, житлові будинки для працівників інституту. У 1940 році введена в дію дитяча клінічна лікарня.
На двох факультетах (медичному та педіатричному) навчалося понад 2600 студентів. На базі СмолДМІ працював Смоленський стоматологічний інститут, створений у 1936 році.

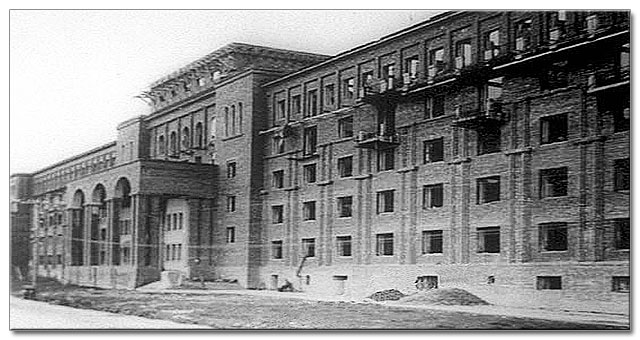
Будівля головного адміністративно-навчального корпусу СмолДМА, 1942

Початок Німецько-радянської війни змінив діяльність інституту. Останній довоєнний 21 випуск лікарів відбувся вже в горілому від ворожих нальотів місті. На початку липня 1941 року техніку евакуювали в Саратов і зберігали в Саратовському медичному інституті. Багато співробітників були евакуйовані та продовжували працювати в тилу, надаючи медичну допомогу в лікарнях, викладаючи в інших медичних університетах країни. На вшанування пам'яті загиблих у роки війни у жовтні 1967 року на території СмолДМІ встановлено пам'ятник-обеліск, споруджений на кошти співробітників інституту.
Смоленськ був відвойований радянськими військами 25 вересня 1943 року. Після відступу німецько-фашистських військ місто лежало в руїнах. Понад 90 % будівель у ньому зруйновано.

### Перейменування
15 червня 1994 року Смоленський Державний Медичний Інститут перейменований на Смоленську Державну Медичну Академію.
16 лютого 2015 року Смоленська Державна Медична Академія перейменована на Смоленський Державний Медичний Університет.

## Факультети
Університет має у своєму складі 8 факультетів:

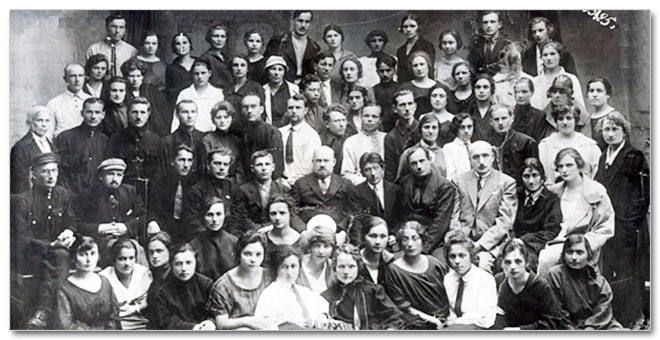
Перший випуск лікарів медичного факультету Смоленського Університету, 1925 рік

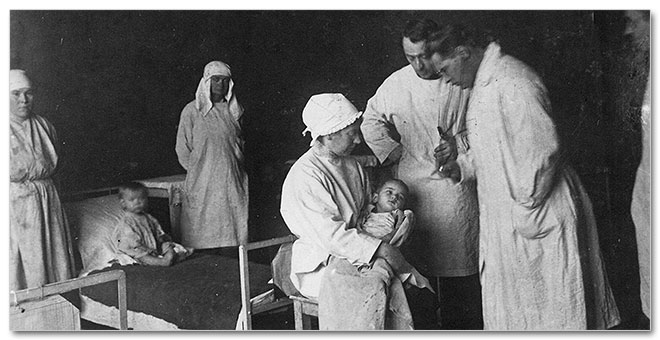
Огляд хворої дитини завідувачем кафедри педіатрії професором В. А. Леоновим, 1923 рік

- Медичний факультет

- Педіатричний

- Стоматологічний факультет

Заснований у 1963 р. на базі Смоленського Стоматологічного Інституту, створеного в 1936 р. На перший курс було прийнято 100 осіб. Великий внесок у становлення факультету та організацію стоматологічної допомоги внесли професори Григорій Михайлович Старіков та Віктор Сергійович Яснецов (декан факультету з 1963 по 1999 рр.).
- Клінічна психологія

- Фармацевтичний

- Медична біохімія

- Підготовки іноземних громадян
- Підвищення кваліфікації та професійної перепідготовки фахівців

### Спеціальності
- Сестринська справа

- Спеціальна (дефектологічна) освіта